# Rödingehultesjön
Rödingehultesjön är en sjö i Kinda kommun i Östergötland och ingår i Motala ströms huvudavrinningsområde. Sjön har en area på 0,402 kvadratkilometer och ligger 191,9 meter över havet. Vid provfiske har bland annat abborre, gädda, mört och röding fångats i sjön.

## Delavrinningsområde
Rödingehultesjön ingår i det delavrinningsområde (643189-148460) som SMHI kallar för Utloppet av Rödingehultesjön. Medelhöjden är 202 meter över havet och ytan är 1,54 kvadratkilometer. Det finns inga avrinningsområden uppströms utan avrinningsområdet är högsta punkten. Vattendraget som avvattnar avrinningsområdet har biflödesordning 4, vilket innebär att vattnet flödar genom totalt 4 vattendrag innan det når havet efter 162 kilometer. Avrinningsområdet består mestadels av skog (72 procent). Avrinningsområdet har 0,41 kvadratkilometer vattenytor vilket ger det en sjöprocent på 26,3 procent.

## Fisk
Vid provfiske har följande fisk fångats i sjön:
- Abborre
- Gädda
- Mört
- Röding
- Siklöja